# The Reporter (Fond du Lac)
The Reporter est un quotidien régional américain fondé en 1870 et basé à Fond du Lac, dans le Wisconsin. Il est diffusé sur la ville de Fond du Lac et dans la région du comté de Dodge.